# Att möta sin vän om morgonen
Att möta sin vän om morgonen är en psalm vars text och musik är skriven av Sven Hillert.
Musikarrangemanget i Psalmer i 2000-talets koralbok är gjort av Michael Winterquist.

## Publicerad som
- Nr 828 i Psalmer i 2000-talet under rubriken "Människosyn, människan i Guds hand".